# Dojikko

Wikipe-tan ensamblando un rompecabezas 3D que se derrumba

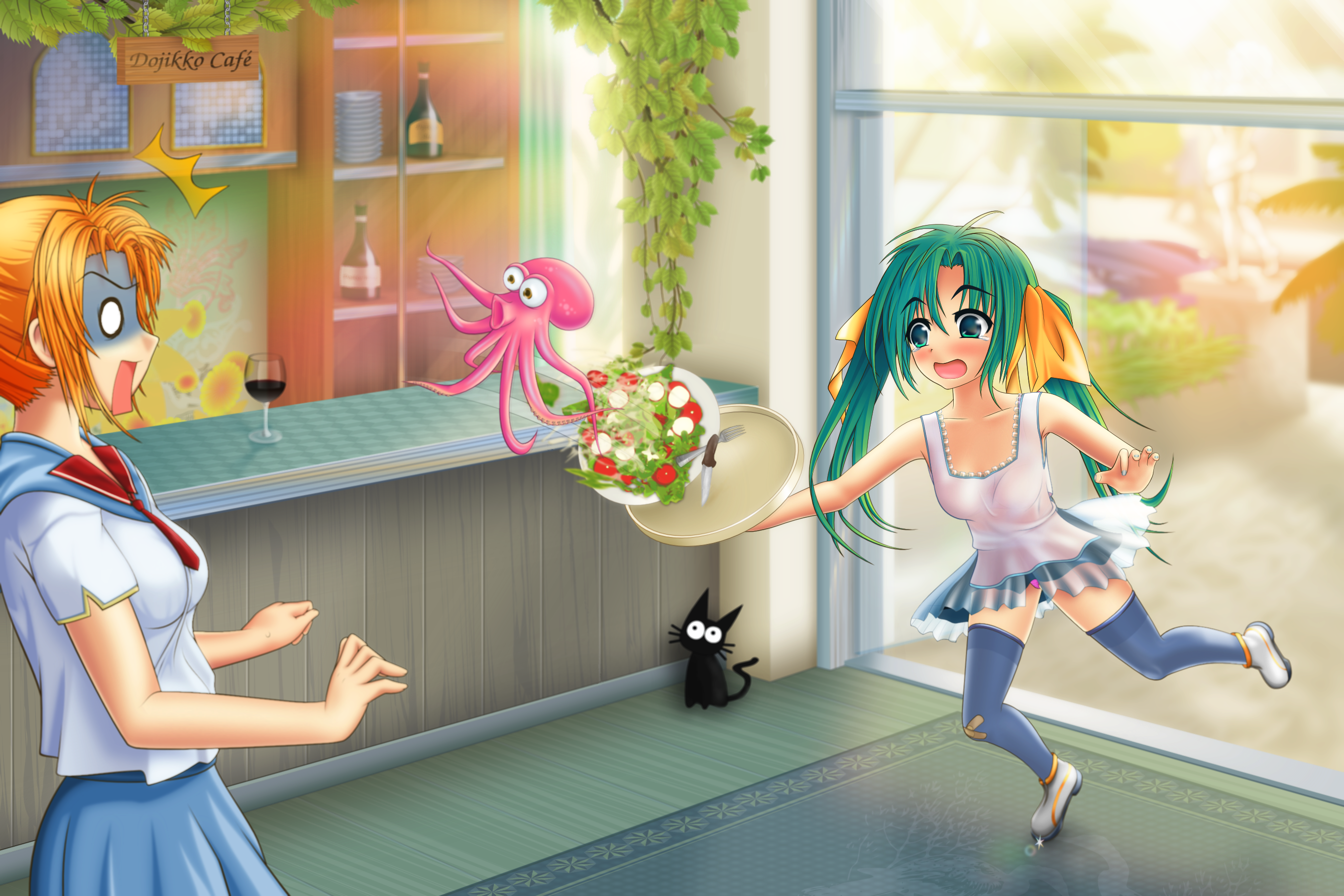
Una dojikko dejando caer un plato.

Una dojikko (ドジっ娘?), en la terminología de la cultura otaku, se refiere a una mujer extremadamente torpe (doji significa "error" en japonés). El término se usa comúnmente en personajes de novelas ligeras japonesas, anime y manga.
La palabra también se puede escribir como "ドジっ子". Deletreada así, también puede referirse a personajes masculinos.
En general, la chica es bonita y linda o dulce e inocente que se espera que le guste a los lectores. Repetidamente falla en las actividades cotidianas de la casa y la escuela, como las tareas domésticas, las competiciones deportivas, incluso simplemente caminando. Con frecuencia se cae, se topa con cosas o tropieza con los obstáculos más bajos. A pesar de que está molesta por sus desgracias, una dojikko siempre muestra su lado bueno y lamenta haber estropeado las cosas. Los ejemplos de comportamiento de dojikko incluyen resbalar en las escaleras, tirar una bebida, romper un plato mientras sirve a los clientes y otras cosas similares.
Aunque en el anime, los juegos de computadora y otras obras de la subcultura otaku, la torpeza linda es uno de los atributos de los personajes moe diseñados para que el público masculino se enamore, los principales protagonistas del manga shōjo también son a menudo dojikko; ejemplos son Hiromi Oka en Ace wo Nerae!, Usagi Tsukino en Sailor Moon, así como Sayori en Doki Doki Literature Club!.
La atracción hacia los personajes dojikko se llama "dojikko-moe" (ドジっ娘萌え?).